# Torymus cuprigaster
Torymus cuprigaster is een vliesvleugelig insect uit de familie Torymidae. De wetenschappelijke naam is voor het eerst geldig gepubliceerd in 1973 door Szelényi.